# Liga Campionilor EHF Feminin 2016-2017
Liga Campionilor EHF Feminin 2016-17 a fost a 24-a ediție a Ligii Campionilor EHF Feminin, competiția celor mai bune cluburi de handbal feminin din Europa, organizată și supervizată de Federația Europeană de Handbal.

## Repartizarea echipelor
13 echipe au fost calificate direct în faza grupelor.  Alte 12 s-au înfruntat în trei turnee de calificări, iar câștigătoarele celor trei turnee au avansat în faza grupelor. Selectarea celor 12 echipe s-a făcut după cum urmează:
- campioanele Austriei, Belarusului, Croației, Italiei, Olandei, Poloniei, Slovaciei, Sloveniei, Spaniei și Turciei;
- vicecampioanele Norvegiei și Germaniei, țări care au avut dreptul la două echipe participante în sezonul 2016-2017 al Ligii Campionilor, conform coeficienților EHF;

| Faza grupelor                   | Faza grupelor                   | Faza grupelor                  | Faza grupelor              |
| ------------------------------- | ------------------------------- | ------------------------------ | -------------------------- |
| Team Esbjerg (loc 1)            | FC Midtjylland Håndbold (loc 2) | Metz Handball (loc 1)          | Thüringer HC (loc 1)       |
| FTC-Rail Cargo Hungaria (loc 2) | Győri Audi ETO KC (loc 1)       | ŽRK Vardar (loc 1)             | ŽRK Budućnost (loc 1)      |
| Larvik HK (loc 1)               | CSM BucureștiDT (loc 1)         | GK Astrahanocika (loc 1)       | Rostov-Don (loc 2)         |
| IK Sävehof (loc 1)              |                                 |                                |                            |
| Barajele de calificare          |                                 |                                |                            |
| Glassverket IF (loc 2)          | RK Krim (loc 1)                 | SPR Lublin SSA (loc 1)         | HC Gomel (loc 1)           |
| HC Leipzig (loc 2)              | RK Podravka Koprivnica (loc 1)  | Yenimahalle Belediyesi (loc 1) | Indeco Conversano (loc 1)  |
| Hypo Niederösterreich (loc 1)   | BM Bera Bera (loc 1)            | SERCODAK Dalfsen (loc 1)       | IUVENTA Michalovce (loc 1) |

Note:
DT = Deținătoarea titlului;
(loc 1,2) = Locul ocupat de echipă în campionatul național respectiv;

## Tragerile la sorți
Tragerile la sorți pentru turneele de calificare au avut loc la Viena, în Austria, iar pentru faza grupelor la Glostrup, în Danemarca.
| Faza                   | Data tragerii la sorți |
| ---------------------- | ---------------------- |
| Turneele de calificare | 29 iunie 2016          |
| Faza grupelor          | 1 iulie 2016           |
| Fazele eliminatorii    | 1 iulie 2016           |
| Final Four             | 18 martie 2017         |

## Etapa calificărilor
12 echipe au luat parte la barajele de calificare. Ele au fost trase la sorți în trei grupe de câte patru echipe, unde au jucat o semifinală și o finală sau un meci pentru locurile 3-4. Câștigătoarele barajelor de calificare s-au calificat în faza grupelor. Tragerea la sorți a avut loc pe 29 iunie 2016, în Viena, Austria.

### Turneul 1 de calificare
Turneul 1 de calificare s-a desfășurat la Drammen, în Norvegia.
|  | Semifinalele       | Semifinalele       |    |                    | Finala             | Finala |  |
|  |                    |                    |    |                    |                    |        |  |
|  | 10 septembrie 2016 |                    |    |                    |                    |        |  |
|  | Glassverket IF     | 34                 |    |                    |                    |        |  |
|  | Yenimahalle        | 23                 |    |                    |                    |        |  |
|  |                    |                    |    |                    |                    |        |  |
|  |                    |                    |    |                    | 11 septembrie 2016 |        |  |
|  |                    |                    |    |                    | Glassverket IF     | 28     |  |
|  |                    | Podravka           | 19 |                    |                    |        |  |
|  |                    |                    |    |                    |                    |        |  |
|  |                    |                    |    |                    |                    |        |  |
|  |                    |                    |    |                    | Locurile 3-4       |        |  |
|  | 10 septembrie 2016 | 10 septembrie 2016 |    | 11 septembrie 2016 | 11 septembrie 2016 |        |  |
|  | Podravka           | 30                 |    | Yenimahalle        | 31                 |        |  |
|  | SERCODAK           | 17                 |    |                    | SERCODAK           | 22     |  |

### Turneul 2 de calificare
Turneul 2 de calificare s-a desfășurat la San Sebastián, în Spania.
|  | Semifinalele      | Semifinalele      |    |                    | Finala             | Finala |  |
|  |                   |                   |    |                    |                    |        |  |
|  | 9 septembrie 2016 |                   |    |                    |                    |        |  |
|  | HC Leipzig        | 29                |    |                    |                    |        |  |
|  | HC Gomel          | 18                |    |                    |                    |        |  |
|  |                   |                   |    |                    |                    |        |  |
|  |                   |                   |    |                    | 10 septembrie 2016 |        |  |
|  |                   |                   |    |                    | HC Leipzig         | 32     |  |
|  |                   | Hypo NÖ           | 30 |                    |                    |        |  |
|  |                   |                   |    |                    |                    |        |  |
|  |                   |                   |    |                    |                    |        |  |
|  |                   |                   |    |                    | Locurile 3-4       |        |  |
|  | 9 septembrie 2016 | 9 septembrie 2016 |    | 10 septembrie 2016 | 10 septembrie 2016 |        |  |
|  | Hypo NÖ           | 25                |    | HC Gomel           | 20                 |        |  |
|  | BM Bera Bera      | 21                |    |                    | BM Bera Bera       | 28     |  |

### Turneul 3 de calificare
Turneul 3 de calificare s-a desfășurat la Ljubljana, în Slovenia.
|  | Semifinalele       | Semifinalele       |    |                    | Finala             | Finala |  |
|  |                    |                    |    |                    |                    |        |  |
|  | 10 septembrie 2016 |                    |    |                    |                    |        |  |
|  | RK Krim            | 28                 |    |                    |                    |        |  |
|  | IUVENTA            | 22                 |    |                    |                    |        |  |
|  |                    |                    |    |                    |                    |        |  |
|  |                    |                    |    |                    | 11 septembrie 2016 |        |  |
|  |                    |                    |    |                    | RK Krim            | 37     |  |
|  |                    | Conversano         | 16 |                    |                    |        |  |
|  |                    |                    |    |                    |                    |        |  |
|  |                    |                    |    |                    |                    |        |  |
|  |                    |                    |    |                    | Locurile 3-4       |        |  |
|  | 10 septembrie 2016 | 10 septembrie 2016 |    | 11 septembrie 2016 | 11 septembrie 2016 |        |  |
|  | MKS Lublin         | 27                 |    | IUVENTA            | 21                 |        |  |
|  | Conversano         | 28                 |    |                    | MKS Lublin         | 33     |  |

## Faza grupelor
Tragerea la sorți a avut loc pe 1 iulie 2016, la ora 13:00.
În fiecare grupă echipele vor juca una împotriva celeilalte după sistemul fiecare cu fiecare, în meciuri tur și retur.
| Modul de departajare |
| --- |
| În faza grupelor, echipele sunt departajate pe bază de punctaj (2 puncte pentru victorie, 1 punct pentru meci egal, 0 puncte pentru înfrângere). La terminarea fazei grupelor, dacă două sau mai multe echipe dintr-o grupă au acumulat același număr de puncte, atunci departajarea lor se va face conform capitolului 4.3, secțiunea II din regulament, ținând cont de următoarele criterii și în următoarea ordine: 1. Cel mai mare număr de puncte obținute în meciurile directe; 2. Golaveraj superior în meciurile directe; 3. Cel mai mare număr de goluri înscrise în meciurile directe (sau în meciul din deplasare, în cazul sistemului tur-retur); 4. Golaveraj superior în toate meciurile din grupă; 5. Cel mai bun golaveraj pozitiv în toate meciurile din grupă; Dacă, folosind criteriile de mai sus, este determinat locul uneia din echipele cu punctaj egal, criteriile vor fi din nou folosite în aceeași ordine până când va fi determinat locul tuturor echipelor. În situația în care echipele rămân la egalitate și după folosirea criteriilor de mai sus, atunci Federația Europeană de Handbal va lua o decizie de departajare prin tragere la sorți. În timpul fazei grupelor, doar criteriile 4–5 se aplică pentru a determina clasamentul provizoriu al echipelor. |

|  | Echipele calificate în grupele principale |
|  | Echipele retrogradate în Cupa EHF         |

### Grupa A
| Echipa         | M | V | E | Î | GM  | GP  | G   | Pct |
| -------------- | - | - | - | - | --- | --- | --- | --- |
| ŽRK Budućnost  | 6 | 5 | 0 | 1 | 158 | 136 | +22 | 10  |
| Metz Handball  | 6 | 4 | 0 | 2 | 146 | 133 | +13 | 8   |
| Thüringer HC   | 6 | 3 | 0 | 3 | 148 | 153 | −5  | 6   |
| Glassverket IF | 6 | 0 | 0 | 6 | 128 | 158 | −30 | 0   |

|                | BUD   | THC   | MHB   | GIF   |
| -------------- | ----- | ----- | ----- | ----- |
| ŽRK Budućnost  | –     | 28–19 | 21–19 | 22–21 |
| Thüringer HC   | 26–32 | –     | 28–25 | 24–16 |
| Metz Handball  | 28–25 | 25–18 | –     | 25–19 |
| Glassverket IF | 23–30 | 27–33 | 22–24 | –     |

### Grupa B
| Echipa           | M | V | E | Î | GM  | GP  | G   | Pct |
| ---------------- | - | - | - | - | --- | --- | --- | --- |
| ŽRK Vardar       | 6 | 5 | 1 | 0 | 220 | 148 | +72 | 11  |
| Ferencváros TC   | 6 | 4 | 1 | 1 | 172 | 154 | +18 | 9   |
| GK Astrahanocika | 6 | 1 | 0 | 5 | 156 | 189 | −33 | 2   |
| HC Leipzig       | 6 | 1 | 0 | 5 | 139 | 196 | −57 | 2   |

|                 | VAR   | AST   | FTC   | LEI   |
| --------------- | ----- | ----- | ----- | ----- |
| ŽRK Vardar      | –     | 39–25 | 27–27 | 41–24 |
| Astrahanocika   | 26–31 | –     | 28–33 | 27–24 |
| Ferencvárosi TC | 24–37 | 32–23 | –     | 26–22 |
| HC Leipzig      | 22–45 | 30–27 | 17–30 | –     |

### Grupa C
| Echipa            | M | V | E | Î | GM  | GP  | G   | Pct |
| ----------------- | - | - | - | - | --- | --- | --- | --- |
| Győri Audi ETO KC | 6 | 5 | 0 | 1 | 174 | 147 | +27 | 10  |
| CSM București     | 6 | 3 | 0 | 3 | 142 | 145 | −3  | 6   |
| FC Midtjylland    | 6 | 3 | 0 | 3 | 135 | 150 | −15 | 6   |
| Rostov-Don        | 6 | 1 | 0 | 5 | 142 | 151 | −9  | 2   |

|                | GYŐ   | CSM   | FCM   | ROS   |
| -------------- | ----- | ----- | ----- | ----- |
| Győri ETO KC   | –     | 33–25 | 31–19 | 32–25 |
| CSM București  | 24–27 | –     | 26–20 | 24–21 |
| FC Midtjylland | 27–23 | 21–24 | –     | 25–23 |
| Rostov-Don     | 27–28 | 20–22 | 26–20 | –     |

### Grupa D
| Echipa       | M | V | E | Î | GM  | GP  | G   | Pct |
| ------------ | - | - | - | - | --- | --- | --- | --- |
| RK Krim      | 6 | 4 | 0 | 2 | 168 | 165 | +3  | 8   |
| Larvik HK    | 6 | 3 | 0 | 3 | 174 | 170 | +4  | 6   |
| Team Esbjerg | 6 | 3 | 0 | 3 | 164 | 151 | +13 | 6   |
| IK Sävehof   | 6 | 2 | 0 | 4 | 150 | 170 | −20 | 4   |

|              | LHK   | ESB   | SÄV   | RKK   |
| ------------ | ----- | ----- | ----- | ----- |
| Larvik HK    | –     | 30–29 | 22–25 | 31–36 |
| Team Esbjerg | 24–31 | –     | 29–18 | 35–25 |
| IK Sävehof   | 32–38 | 20–25 | –     | 26–24 |
| RK Krim      | 24–22 | 27–22 | 32–29 | –     |

## Grupele principale
În această fază au avansat primele trei echipe din fiecare grupă preliminară. Fiecare echipă și-a păstrat punctele și golaverajul obținute în meciurile directe contra celorlalte echipe calificate din grupă.
În fiecare grupă principală echipele au jucat una împotriva celeilalte după sistemul fiecare cu fiecare, în meciuri tur și retur.
Echipele calificate
- FC Midtjylland Håndbold
- Team Esbjerg
- Metz Handball
- Thüringer HC
- FTC-Rail Cargo Hungaria
- Győri Audi ETO KC
- ŽRK Vardar
- ŽRK Budućnost Podgorica
- Larvik HK
- CSM București
- GK Astrahanocika
- RK Krim

### Grupa 1
| Echipa           | M  | V | E | Î | GM  | GP  | G    | Pct |
| ---------------- | -- | - | - | - | --- | --- | ---- | --- |
| ŽRK Vardar       | 10 | 7 | 1 | 2 | 311 | 279 | +32  | 15  |
| Ferencvárosi TC  | 10 | 6 | 2 | 2 | 290 | 265 | +25  | 14  |
| ŽRK Budućnost    | 10 | 7 | 0 | 3 | 286 | 248 | +38  | 14  |
| Metz Handball    | 10 | 5 | 0 | 5 | 273 | 238 | +35  | 10  |
| Thüringer HC     | 10 | 2 | 1 | 7 | 257 | 286 | −29  | 5   |
| GK Astrahanocika | 10 | 1 | 0 | 9 | 229 | 330 | −101 | 2   |

|                 | VAR   | BUD   | FTC   | MHB   | THC   | AST   |
| --------------- | ----- | ----- | ----- | ----- | ----- | ----- |
| ŽRK Vardar      | –     | 28–31 | 27–27 | 23–21 | 36–26 | 39–25 |
| ŽRK Budućnost   | 28–31 | –     | 25–33 | 21–19 | 28–19 | 38–20 |
| Ferencvárosi TC | 24–37 | 23–24 | –     | 29–23 | 32–24 | 32–23 |
| Metz Handball   | 42–28 | 28–25 | 25–28 | –     | 25–18 | 37–18 |
| Thüringer HC    | 29–31 | 26–32 | 29–29 | 28–25 | –     | 34–22 |
| Astrahanocika   | 26–31 | 21–34 | 28–33 | 20–28 | 26–24 | –     |

### Grupa a 2-a
| Echipa            | M  | V | E | Î | GM  | GP  | G   | Pct |
| ----------------- | -- | - | - | - | --- | --- | --- | --- |
| Győri Audi ETO KC | 10 | 8 | 1 | 1 | 305 | 234 | +71 | 17  |
| Larvik HK         | 10 | 5 | 2 | 3 | 279 | 271 | +8  | 12  |
| CSM București     | 10 | 5 | 1 | 4 | 265 | 257 | +8  | 11  |
| FC Midtjylland    | 10 | 5 | 0 | 5 | 250 | 241 | +9  | 10  |
| RK Krim           | 10 | 3 | 0 | 7 | 238 | 290 | −52 | 6   |
| Team Esbjerg      | 10 | 2 | 0 | 8 | 251 | 295 | −44 | 4   |

|                | GYŐ   | RKK   | LHK   | FCM   | ESB   | CSM   |
| -------------- | ----- | ----- | ----- | ----- | ----- | ----- |
| Győri ETO KC   | –     | 39–22 | 27–27 | 31–19 | 33–22 | 33–25 |
| RK Krim        | 17–34 | –     | 24–22 | 21–27 | 27–22 | 21–24 |
| Larvik HK      | 25–26 | 31–26 | –     | 24–22 | 30–29 | 35–33 |
| FC Midtjylland | 27–23 | 28–19 | 24–28 | –     | 38–26 | 24–21 |
| Team Esbjerg   | 26–32 | 35–25 | 24–31 | 22–21 | –     | 20–25 |
| CSM București  | 24–27 | 28–26 | 26–26 | 26–20 | 33–25 | –     |

## Fazele eliminatorii
În această fază au avansat primele patru echipe din fiecare grupă principală. 

### Sferturile de finală
| Echipa 1       | Scor gen. | Echipa 2          | Tur   | Retur |
| -------------- | --------- | ----------------- | ----- | ----- |
| FC Midtjylland | 50–54     | ŽRK Vardar        | 26–28 | 24–26 |
| Metz Handball  | 54-59     | Győri Audi ETO KC | 32–31 | 22-28 |
| CSM București  | 57–51     | Ferencvárosi TC   | 30–25 | 27–26 |
| ŽRK Budućnost  | 66–47     | Larvik HK         | 31–16 | 35–30 |

La sfârșitul partidelor a fost aleasă echipa ideală a sferturilor de finală:
| Post            | Handbalistă            | Club            |
| --------------- | ---------------------- | --------------- |
| Portar          | Paula Ungureanu (ROU)  | CSM București   |
| Extremă stânga  | Nadine Schatzl (HUN)   | Ferencvárosi TC |
| Inter stânga    | Cristina Neagu (ROU)   | ŽRK Budućnost   |
| Pivot           | Dragana Cvijić (SRB)   | ŽRK Budućnost   |
| Coordonator     | Isabelle Gulldén (SWE) | CSM București   |
| Inter dreapta   | Ana Gros (SLO)         | Metz Handball   |
| Extremă dreapta | Carmen Martín (ESP)    | CSM București   |

### Echipele calificate în Final 4
- CSM București
- ŽRK Budućnost
- ŽRK Vardar
- Győri Audi ETO KC

### Final four
Jocul de pariuri sportive TIPPMIX, un produs al sponsorului principal, Loteria Națională a Ungariei (Szerencsejáték Zrt.), a dat numele ediției din 2017 a competiției, care s-a desfășurat sub titulatura oficială TIPPMIX EHF FINAL4. Tragerea la sorți pentru distribuția în cele două semifinale a avut loc pe 18 aprilie 2017, la Budapesta, de la ora locală 13:00, și a fost transmisă în direct pe canalul ehfTV, pe canalul YouTube al ehfTV și pe pagina de Facebook a Ligii Campionilor EHF. La tragerea la sorți au participat și patru handbaliste, câte una de la fiecare echipă calificată în Final4: Line Jørgensen (CSM București), Tamara Mavsar (ŽRK Vardar), Anita Görbicz (Győri Audi ETO KC) și Katarina Bulatović (ŽRK Budućnost).
Rezultatul tragerii la sorți a fost identic cu cel din sezonul trecut: CSM București a întâlnit în semifinale ŽRK Vardar, iar Győri Audi ETO KC a întâlnit ŽRK Budućnost Podgorica.

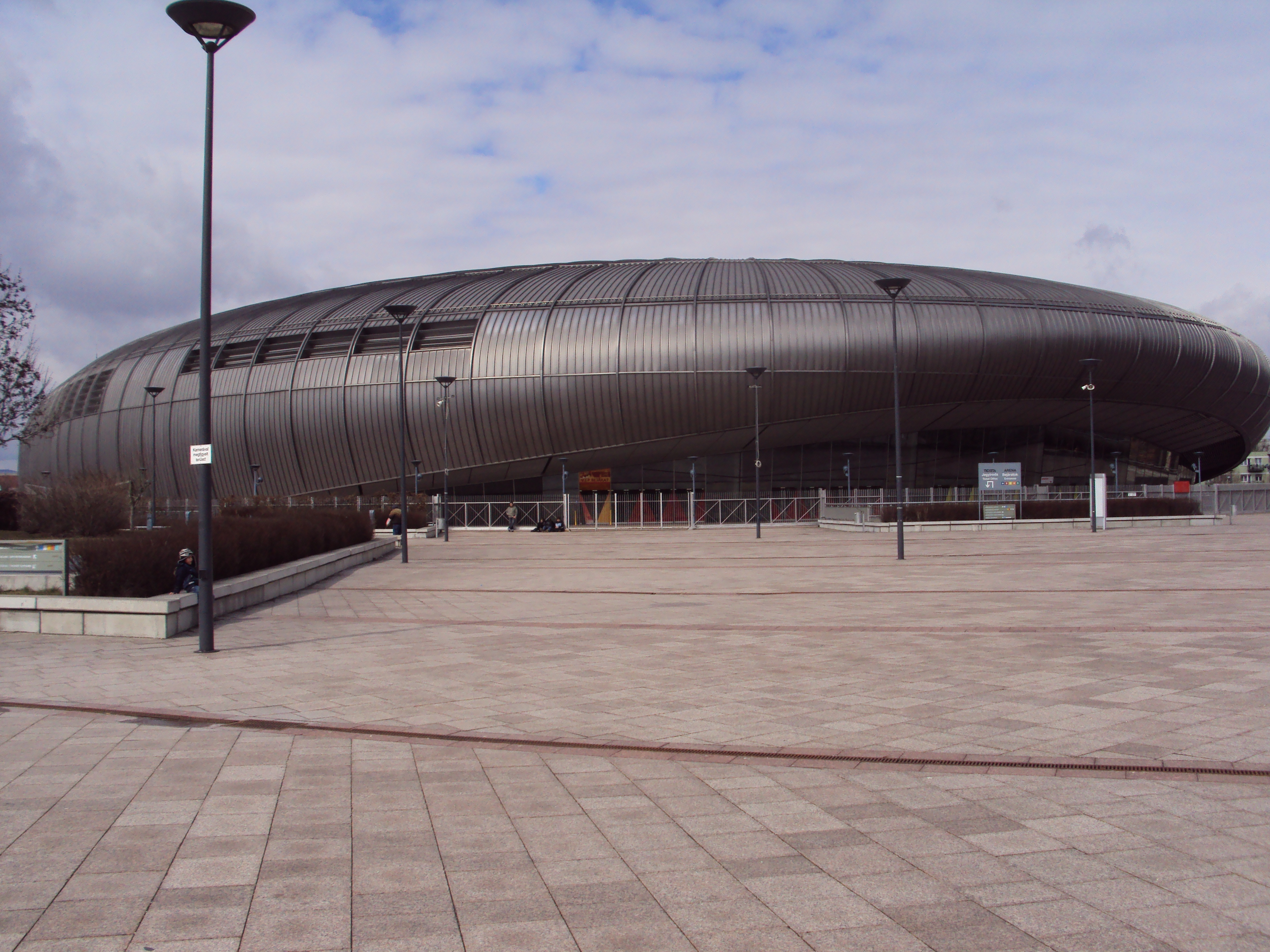
Sala László Papp, gazda Final4

|  | Semifinalele Sala László Papp, Budapesta | Semifinalele Sala László Papp, Budapesta |    |                   | Finala Sala László Papp, Budapesta      | Finala Sala László Papp, Budapesta |  |
|  |                                          |                                          |    |                   |                                         |                                    |  |
|  | 6 mai (16:15 EET)                        |                                          |    |                   |                                         |                                    |  |
|  | ŽRK Budućnost                            | 20                                       |    |                   |                                         |                                    |  |
|  | Győri ETO KC                             | 26                                       |    |                   |                                         |                                    |  |
|  |                                          |                                          |    |                   |                                         |                                    |  |
|  |                                          |                                          |    |                   | 7 mai (18:45 EET)                       |                                    |  |
|  |                                          |                                          |    |                   | Győri ETO KC                            | 31                                 |  |
|  |                                          | ŽRK Vardar                               | 30 |                   |                                         |                                    |  |
|  |                                          |                                          |    |                   |                                         |                                    |  |
|  |                                          |                                          |    |                   |                                         |                                    |  |
|  |                                          |                                          |    |                   | Finala mică Sala László Papp, Budapesta |                                    |  |
|  | 6 mai (18:45 EET)                        | 6 mai (18:45 EET)                        |    | 7 mai (16:15 EET) | 7 mai (16:15 EET)                       |                                    |  |
|  | CSM București                            | 33                                       |    | ŽRK Budućnost     | 20                                      |                                    |  |
|  | ŽRK Vardar                               | 38                                       |    |                   | CSM București                           | 26                                 |  |

## Premiile competiției

### All-Star Team
Echipa ideală și celelalte premii ale ediției 2016-2017 a Ligii Campionilor au fost anunțate pe 5 mai 2017.
| Post            | Handbalistă               | Club              |
| --------------- | ------------------------- | ----------------- |
| Portar          | Kari Aalvik Grimsbø (NOR) | Győri Audi ETO KC |
| Extremă stânga  | Camilla Herrem (NOR)      | ŽRK Vardar        |
| Inter stânga    | Cristina Neagu (ROU)      | ŽRK Budućnost     |
| Pivot           | Marit Malm Frafjord (NOR) | Larvik HK         |
| Coordonator     | Cornelia Groot (NED)      | Győri Audi ETO KC |
| Inter dreapta   | Nora Mørk (NOR)           | Győri Audi ETO KC |
| Extremă dreapta | Carmen Martín (ESP)       | CSM București     |

### Alte premii
- MVP:  Nycke Groot (NED)
- Cel mai bun antrenor:  Ambros Martín (ESP)
- Cea mai bună tânără jucătoare:  Blanka Bíró (HUN)
- Cea mai bună apărătoare:  Eduarda Amorim (BRA)

## Clasamentul marcatoarelor
Actualizat pe 7 mai 2017
| Poz. | Nume                                | Echipă            | Goluri |
| ---- | ----------------------------------- | ----------------- | ------ |
| 1    | Andrea Penezić (CRO)                | ŽRK Vardar        | 98     |
| 2    | Isabelle Gulldén (SWE)              | CSM București     | 92     |
| 3    | Katarina Bulatović (MNE)            | ŽRK Budućnost     | 90     |
| 3    | Cristina Neagu (ROU)                | ŽRK Budućnost     | 90     |
| 5    | Nora Mørk (NOR)                     | Győri Audi ETO KC | 85     |
| 6    | Anita Görbicz (HUN)                 | Győri Audi ETO KC | 84     |
| 6    | Ana Gros (SLO)                      | Metz Handball     | 84     |
| 8    | Linn-Kristin Riegelhuth Koren (NOR) | Larvik HK         | 83     |
| 9    | Stine Jørgensen (DEN)               | FC Midtjylland    | 81     |
| 10   | Karina Sabirova (RUS)               | GK Astrahanocika  | 78     |